# Pařížská mírová smlouva (1814)

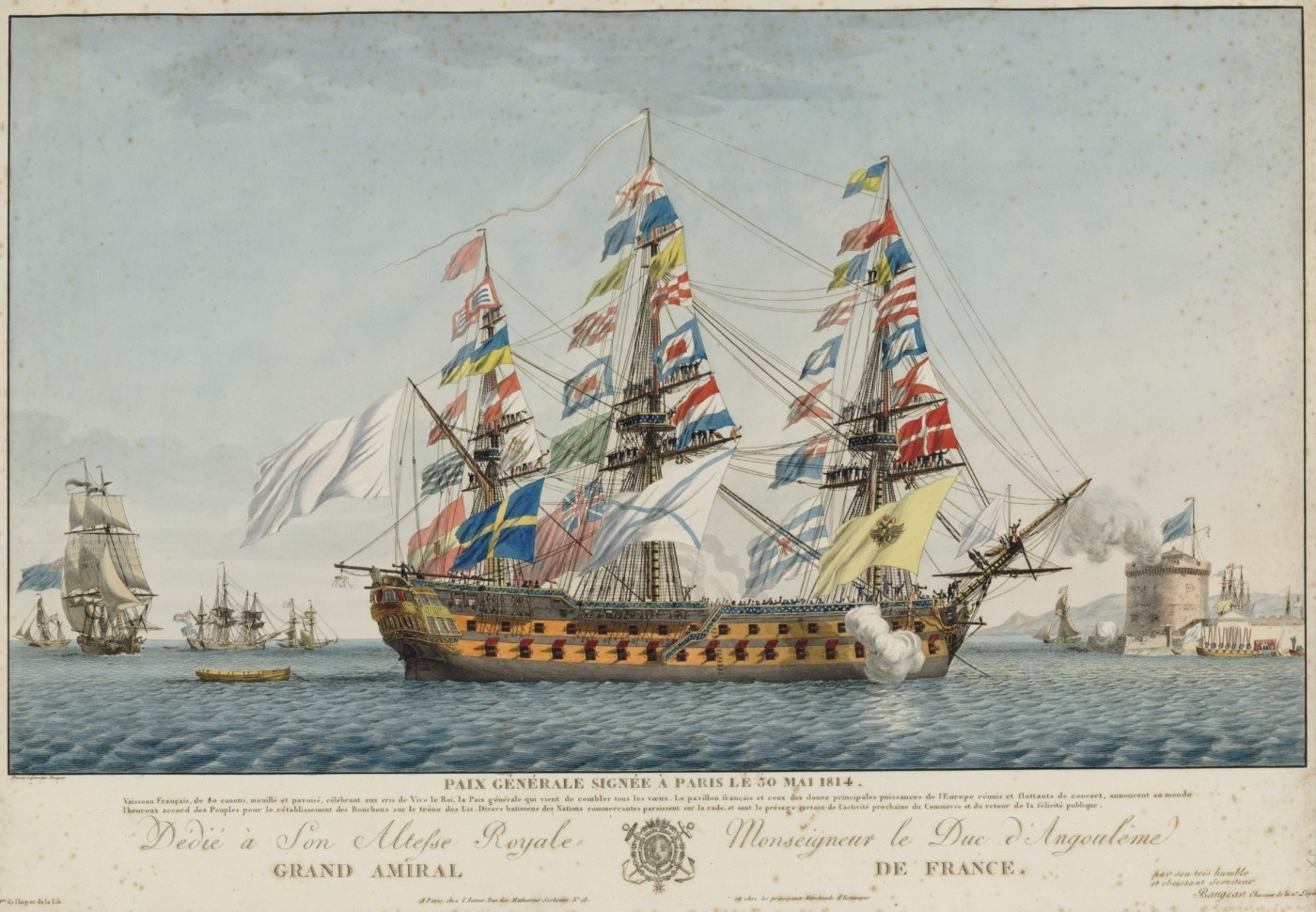
Všeobecný mír podepsaný v Paříži 30. května 1814. Tisk vydaný v době Pařížské smlouvy, po pádu Napoleona a návratu k moci Bourbonů.

Pařížská mírová smlouva (1814) uzavřená dne 30. května 1814 v Paříži byla mírovou smlouvou mezi Francií a 6. protifrancouzskou koalicí tvořenou Velkou Británií, Ruskem, Rakouskem, Švédskem, Portugalskem a Pruskem.
Navazovala na příměří, které bylo podepsáno 23. dubna. V něm došlo k navrácení hranic Francie do stavu z roku 1792 a navíc se vítězné mocnosti zavázaly nepožadovat válečné náhrady.
Výjimku tvořily tyto územní ztráty:
Spojené království touto smlouvou získalo francouzské ostrovy Tobago, Svatá Lucie v Karibském moři, Mauricius v Indickém oceánu a Maltu, Španělsko pak polovinu ostrova Santo Domingo, ostatní kolonie byly navráceny Francii.
Smlouva dále restaurovala ve Francii monarchii Bourbonů, v prohlášení Ludvíka XVIII. Dále měla do pěti let zrušit francouzský obchod s otroky, nikoli však otroctví a garantovala nezávislost Švýcarska.